# Echinodorus palifolius
Echinodorus palifolius là một loài thực vật có hoa trong họ Alismataceae. Loài này được (Nees & Mart.) J.F.Macbr. mô tả khoa học đầu tiên năm 1931.